# 크라테로스

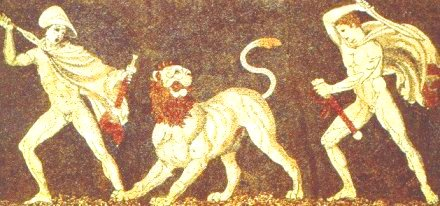
사자를 사냥하는 알렉사더 3세와 크라테로스

크라테로스(고대 그리스어: Κρατερός, 라틴어: Crateros, 기원전 370년 경 – 기원전 321년)는 알렉산더 3세를 보좌한 마케도니아 왕국의 장군이다. 크라테로스는 오레스티스 출신의 마케도니아 귀족 알렉산더(대왕과는 다른 사람)의 아들이며, 형제는 안포테로스가 있다.

## 알렉산더 대왕의 원정
크라테로스는 알렉산더 3세의 동정에 참여하였고, 그라니코스 전투, 이수스 전투, 가우가멜라 전투 등 대규모 주요 작전에서는 중장 보병 부대를 지휘했다. 기원전 332년의 테에로스 공성전에서는 프뉴타고라스와 함께 함대를 이끌었다.
기원전 330년, 히르카니아에서 타푸리아 인에게 특사로 파견되었고, 이것은 그가 최초로 독립된 마케도니아 군을 이끈 사령관이 된 자리였다. 기원전 327년 소그디아나에서는 카타네스와 아우스타네스(함께 팔라이타케네 지방의 호족)를 모두 물리침으로써, 크라테로스 몇 번이고 별동대를 이끌었으며, 왕의 신뢰가 두터운 장군 중 한 사람이기도 했다. 파르메니온의 사후 동정군의 부장 격이 되었다. 기원전 326년, 히다스페스 강 전투에서 대안으로 별동대를 지휘했다. 귀로에서 크라테로스는 별동대를 이끌고 왕이 해안으로 진격해 갔고, 반면 내륙을 통해 카르마니아까지 가서 그곳에서 왕의 부대와 합류했다.
기원전 324년, 수사의 집단 결혼식에서 크라테로스는 페르시아 왕 다리우스 3세의 동생 옥시아트레스의 딸 아마스트리네(또한 아마스트리스로 불리기도 함)와 결혼했다. 그 후, 크라테로스는 폴리페르콘과 함께 퇴역 군인 11,500명을 인솔하여 마케도니아 본국에 돌려보내는 임무를 맡았다. (이후는 안티파트로스의 섭정 자리를 본국에서 이어받는 것을 약속받았다.) 그러나 그 임무를 수행하는 도중, 알렉산더 대왕이 바빌론에서 병사했다.

## 알렉산더의 사후
기원전 323년, 알렉산더의 사후에 개최된 바빌론 회의에서 크라테로스는 레온나토스, 페르디카스, 안티파트로스와 공동으로 왕비 록사네의 아직 태어나지 않은 아이(이후 알렉산더 4세)의 후견인이 되어, 마케도니아 본국의 대소사와 방위를 맡았다.
이듬해 기원전 322년, 아테네를 비롯한 그리스의 여러 도시가 알렉산더의 죽음을 틈타 마케도니아의 지배에 반란을 일으킨 라미아 전쟁이 발발했다. 그 때 그리스를 지배하고 있던 안티파트로스는 그리스 연합군에 패하여 라미아에 농성하고 있었다. 안티파트로스는 레온나토스와 그때 소아시아의 킬리키아에 있던 크라테로스에게 원군을 요청했다. 먼저 도착한 레온나토스는 안티파트로스를 라미아에서 탈출시키는 데 성공했지만, 그것 대가로 자신은 전사했다. 이어 찾아온 크라테로스는 자신의 군대를 안티파트로스의 군대와 합류시켜 크란논 전투에서 안티파트로스와 함께 그리스 연합군을 물리치고 전쟁을 마케도니아의 승리로 끝냈다. 그 후, 지원을 해준 예로서 안티파트로스는 크라테로스에게 명예와 선물을 하사하고, 딸 필라델피아를 시집보냈다.
기원전 321년, 왕의 섭정으로 제국 최고의 지위에 있었던 페르디카스에게 경계심을 품은 크라테로스는 안티파트로스 등과 함께 대 페르디카스 동맹을 맺었다. 페르디카스가 이집트의 프톨레마이오스를 정벌하기 위해 원정을 떠나자, 크라테로스는 안티파트로스와 함께 소아시아에 걸쳐 페르디카스로부터 소아시아의 방위를 위임받은 에우메네스를 치려고 했다. 이때 페르디카스 측의 장군 네오프톨레모스는 에우메네스를 배신하려고 했지만, 그것을 발각한 에우메네스에 패해 크라테로스에게로 피신해 왔다. 그 후, 크라테로스와 안티파트로스는 군대를 양분하여 크라테로스는 소아시아에서 에우메네스와 전투를 벌였고, 안티파트로스는 이집트를 지원하기 위해 킬리키아로 향했다.
그리고 크라테로스와 네오프톨레모스는 에우메네스와 소아시아 북서부의 헬레스폰투스 근교에서 싸웠다. (헬레스폰투스 전투) 이때 에우메네스는 크라테로스의 명망 때문에, 부하들이 스스로를 배반하는 것을 두려워하여 크라테로스 앞에 그의 얼굴을 모르는 외국 병력을 배치했다. 그리고 그들에게 적들이 어떤 말도 할 틈을 주지 않고 즉시 돌격하라고 명령했다. 에우메네스의 계략은 성공했고, 크라테로스는 모자를 벗고 스스로 크라테로스라고 알렸지만, 낙마해서 아무도 눈치채지 못하고 말에 짓밟혀 죽었다. 전쟁 후 코르넬리우스 네포스에 따르면 예전부터 이어졌던 우의 때문에, 에우메네스는 크라테로스를 위해 성대한 장례식을 치러주었고 그 유골은 마케도니아에 있는 크라테로스의 처에게로 보냈다. 아이러니하게도, 에우메네스는 기원전 316년에 안티고노스에게 패배해 죽었을 때, 오랜 친구였던 안티고노스도 똑같이 장엄한 장례를 치르고 조의를 표했다.

## 인물
크라테로스는 알렉산더의 친한 친구이자, 유능하며, 신뢰할 수 있는 가신이었다. 헤파이스티온이 ‘알렉산더의 친구’라고 불렸지만, 크라테로스는 ‘왕의 친구’라고 불렸다. 한편 크라테로스는 왕의 역정을 살 것을 두려워하지 않고, 마케도니아의 습속을 유지하면서도 페르시아 풍의 풍속을 도입하는 등 알렉산더에 정면으로 반대되는 마케도니아 지상주의를 주창했다. 따라서 마케도니아인 장병들 사이에서 그에게 신망은 두터웠고, 존경을 받고 있었다. 이런 사정으로 인해 크라테로스를 전사시킨 에우메네스는 가장 먼저 적의와 반감을 샀다. 또한 네포스에 따르면 크라테로스는 나중에 자신을 죽이게 되는 에우메네스와 친하게 교제하고 있었다고 전한다.